# Dème des Selles
Le dème des Selles, en grec moderne : Δήμος Σελλών / Dímos Sellón, ou dème de Sellí, est un ancien dème du district régional d'Ioánnina, en Épire, Grèce. En 2010, il est fusionné au sein du dème de Dodone.
Le dème tire son nom des Selles, un peuple antique de Dodone.
Selon le recensement de 2011, la population du dème compte 1 384 habitants.